# Johan Campaña
Johan Camilo Campaña Barrera (Pasto, Colombia; 9 de septiembre de 2002) es un futbolista colombiano. Juega de delantero y su equipo actual es el Deportivo Pasto de la Categoría Primera A.

## Trayectoria
Formado en las inferiores del Deportivo Pasto, fue promovido al primer equipo en la temporada 2020.
El 11 de febrero de 2021, fue cedido al Argentinos Juniors de la Primera División de Argentina. Dejó el club al término de la temporada 2022 sin debutar en el primer equipo.

## Selección nacional
Formó parte de la selección sub-17 de Colombia que disputó el Campeonato Sudamericano de Fútbol Sub-17 de 2019.

## Estadísticas
Actualizado al último partido disputado el 19 de febrero de 2023.
| Club                       | Div.          | Temporada     | Liga  | Liga  | Copas nacionales | Copas nacionales | Copas internacionales | Copas internacionales | Total | Total |
| Club                       | Div.          | Temporada     | Part. | Goles | Part.            | Goles            | Part.                 | Goles                 | Part. | Goles |
| -------------------------- | ------------- | ------------- | ----- | ----- | ---------------- | ---------------- | --------------------- | --------------------- | ----- | ----- |
| Deportivo Pasto · Colombia | 1.ª           | 2019          | 0     | 0     | 4                | 0                | 0                     | 0                     | 4     |       |
| Deportivo Pasto · Colombia | 1.ª           | 2020          | 2     | 0     | 1                | 0                | 0                     | 0                     | 3     | 0     |
| Deportivo Pasto · Colombia | 1.ª           | 2021          | 0     | 0     | 0                | 0                | 0                     | 0                     | 0     | 0     |
| Deportivo Pasto · Colombia | 1.ª           | 2023          | 3     | 1     | 0                | 0                | 0                     | 0                     | 3     | 1     |
| Deportivo Pasto · Colombia | Total club    | Total club    | 5     | 1     | 5                | 0                | 0                     | 0                     | 10    | 1     |
| Total carrera              | Total carrera | Total carrera | 5     | 1     | 5                | 0                | 0                     | 0                     | 10    | 1     |